# Grant Williams
Grant Dean Williams (Houston, 30 novembre 1998) è un cestista statunitense, di ruolo ala grande, professionista nella NBA con i Charlotte Hornets.

## Carriera
Dopo essersi dichiarato eleggibile per il Draft NBA 2019, viene selezionato come 22ª scelta assoluta dai Boston Celtics. Nelle prime stagioni con i Boston Celtics non ha un ruolo molto importante nelle rotazioni dei Celtics, soprattutto perché Williams non aveva delle buone percentuali al tiro e ai liberi ma dopo l'arrivo di Ime Udoka nella stagione 2021 Williams riesce completamente a svoltare la sua carriera diventando un ottimo tiratore da tre punti e un pezzo fondamentale per la difesa dei Celtics. A fine stagione 2021-2022 Williams è uno dei migliori giocatori nella NBA per percentuali da tre punti e dai tiri liberi e finalmente si ritaglia uno spazio importante nelle rotazioni dei Celtics. Durante la offseason 2022 Williams non riceve la sua prima estensione contrattuale con i Celtics dopo il contratto da rookie perché i Celtics vorranno aspettare la stagione successiva per offrirgliene uno più importante che lo farà restare a Boston anche più a lungo.
A luglio 2023 però viene scambiato, in una trade a tre, a Dallas, in cambio di pick swap.

## Statistiche
| * | Primo nella lega |

### NCAA
| Anno      | Squadra          | PG  | PT  | MP   | TC%  | 3P%  | TL%  | RP  | AP  | PRP | SP  | PP   |
| --------- | ---------------- | --- | --- | ---- | ---- | ---- | ---- | --- | --- | --- | --- | ---- |
| 2016-2017 | Tenn. Volunteers | 32  | 29  | 25,4 | 50,4 | 37,5 | 66,7 | 5,9 | 1,1 | 0,8 | 1,9 | 12,6 |
| 2017-2018 | Tenn. Volunteers | 35  | 35  | 28,8 | 47,3 | 12,0 | 76,4 | 6,0 | 1,9 | 0,6 | 1,3 | 15,2 |
| 2018-2019 | Tenn. Volunteers | 37  | 37  | 31,9 | 56,4 | 32,6 | 81,9 | 7,5 | 3,2 | 1,1 | 1,5 | 18,8 |
| Carriera  | Carriera         | 104 | 101 | 28,9 | 51,6 | 29,1 | 75,8 | 6,5 | 2,1 | 0,9 | 1,5 | 15,7 |

#### Massimi in carriera
- Massimo di punti: 43 vs Vanderbilt (8 marzo 2017)[1]
- Massimo di rimbalzi: 14 vs Louisiana State (1º marzo 2017)
- Massimo di assist: 7 (2 volte)
- Massimo di palle rubate: 4 (3 volte)
- Massimo di stoppate: 6 vs Texas A&M (29 dicembre 2016)
- Massimo di minuti giocati: 40 vs Louisiana State (23 febbraio 2019)

### NBA

#### Regular Season
| Anno      | Squadra           | PG  | PT  | MP   | TC%  | 3P%  | TL%  | RP  | AP  | PRP | SP  | PP   |
| --------- | ----------------- | --- | --- | ---- | ---- | ---- | ---- | --- | --- | --- | --- | ---- |
| 2019-2020 | Boston Celtics    | 69  | 5   | 15,1 | 41,2 | 25,0 | 72,2 | 2,6 | 1,0 | 0,4 | 0,5 | 3,4  |
| 2020-2021 | Boston Celtics    | 63  | 9   | 18,1 | 43,7 | 37,2 | 58,8 | 2,8 | 1,0 | 0,5 | 0,4 | 4,7  |
| 2021-2022 | Boston Celtics    | 77  | 21  | 24,3 | 47,5 | 41,1 | 90,5 | 3,6 | 1,0 | 0,5 | 0,7 | 7,8  |
| 2022-2023 | Boston Celtics    | 79  | 23  | 25,9 | 45,4 | 39,5 | 77,0 | 4,6 | 1,7 | 0,5 | 0,4 | 8,1  |
| 2023-2024 | Dallas Mavericks  | 47  | 33  | 26,4 | 41,3 | 37,6 | 74,5 | 3,6 | 1,7 | 0,5 | 0,6 | 8,1  |
| 2023-2024 | Charlotte Hornets | 29  | 10  | 30,6 | 50,3 | 37,3 | 76,5 | 5,1 | 3,2 | 0,7 | 0,4 | 13,9 |
| 2024-2025 | Charlotte Hornets | 16  | 7   | 29,9 | 43,9 | 36,5 | 83,8 | 5,1 | 2,3 | 1,1 | 0,8 | 10,4 |
| Carriera  | Carriera          | 380 | 108 | 22,9 | 45,2 | 37,7 | 77,4 | 3,7 | 1,5 | 0,5 | 0,5 | 7,2  |

#### Play-off
| Anno     | Squadra        | PG | PT | MP   | TC%  | 3P%   | TL%  | RP  | AP  | PRP | SP  | PP  |
| -------- | -------------- | -- | -- | ---- | ---- | ----- | ---- | --- | --- | --- | --- | --- |
| 2020     | Boston Celtics | 17 | 0  | 10,0 | 57,7 | 58,8* | 70,0 | 1,5 | 0,4 | 0,1 | 0,3 | 2,8 |
| 2021     | Boston Celtics | 5  | 0  | 11,4 | 50,0 | 50,0  | 100  | 2,0 | 0,8 | 0,2 | 0,8 | 3,4 |
| 2022     | Boston Celtics | 24 | 5  | 27,5 | 43,3 | 39,3  | 80,8 | 3,8 | 0,8 | 0,3 | 0,8 | 8,6 |
| 2023     | Boston Celtics | 15 | 0  | 17,7 | 47,2 | 45,0  | 80,0 | 2,2 | 1,2 | 0,3 | 0,4 | 5,1 |
| Carriera | Carriera       | 61 | 5  | 18,8 | 46,1 | 43,3  | 80,0 | 2,6 | 0,8 | 0,3 | 0,5 | 5,7 |

#### Massimi in carriera
- Massimo di punti: 27 (2 volte)[2]
- Massimo di rimbalzi: 10 (6 volte)
- Massimo di assist: 7 (2 volte)
- Massimo di palle rubate: 3 (4 volte)
- Massimo di stoppate: 3 (8 volte)
- Massimo di minuti giocati: 48 vs Milwaukee Bucks (14 febbraio 2023)